# AMSN
aMSN（alvaro's Messenger）是一款功能丰富的MSN Messenger软件，遵照GNU GPL进行发布，除了Windows，还可在其他多种平台下运行，比如Linux、FreeBSD、Mac OS X等。

## 功能
- 显示图片
- 表情可定制
- 多语言支持（目前约40种语言，包括简体、繁体中文）
- 一次可登录几个帐号
- 支持文件传送
- 可进行分组
- 动画表情可带声音
- 可保存聊天记录
- 事件警告
- 支持摄像头
- 支持时间戳
- 支持网络会议
- 分页式的聊天窗口
- 支持MSN的移动服务
- 可选择登录后的各种默认状态，比如隐身等
- 有不少插件可供下载使用
- 直接通过aMSN下载新版本，并可自动对语言文件、插件进行升级